# Сибирцево 1-е
Сиби́рцево 1-е — село в Венгеровском районе Новосибирской области России. Административный центр Сибирцевского 1-го сельсовета.

## География
Площадь села — 42 гектара.

## Население
| 2002 | 2007 | 2010 |
| ---- | ---- | ---- |
| 364  | ↘351 | ↘346 |

## Инфраструктура
В селе по данным на 2007 год функционируют 1 учреждение здравоохранения, 2 образовательных учреждения.